# Benthascidia michaelseni
Benthascidia michaelseni is een zakpijpensoort uit de familie van de Octacnemidae. De wetenschappelijke naam van de soort is voor het eerst geldig gepubliceerd in 1907 door Ritter.